# برتراند راسل
بِرتراند آرتور ویلیام راسل، اِرل راسل سوم (به انگلیسی: Bertrand Arthur William Russell, 3rd Earl Russell)، (زادهٔ ۱۸ مه ۱۸۷۲ – درگذشتهٔ ۲ فوریه ۱۹۷۰)، همه‌چیزدان، فیلسوف، منطق‌دان، ریاضی‌دان، مورخ، جامعه‌شناس، نویسنده، فعال سیاسی، برنده نوبل ادبیات و فعال صلح‌طلب بریتانیایی بود. راسل در سراسر عمر، خود را لیبرال، سوسیالیست و صلح‌طلب می‌نامید، گرچه گاهی هم می‌گفت که ذهن شک‌گرای او موجب شده که احساس کند که در معنای عمیق، در هیچ‌یک از این‌ها نمی‌گنجد.
راسل، یکی از فیلسوفان برجستهٔ قرن بیستم به‌شمار می‌رود و «جنبش فلسفی مخالفت با ایده‌آلیسم» را در آغاز قرن بیستم رهبری می‌کرد. او را در کنار گوتلوب فرگه، جرج ادوارد مور و لودویگ ویتگنشتاین، از بنیان‌گذاران فلسفهٔ تحلیلی می‌دانند. او و آلفرد نورث وایت‌هِد به‌دنبال آن بودند که با تلاش بسیار و از راه منطق کلاسیک، بنیانی منطقی برای ریاضیات بنا کنند. مقاله فلسفی او با عنوان در باب دلالت را یکی از چهارچوب‌های فلسفه می‌دانند. کارهای او اثرات شگرفی بر ریاضیات، منطق، نظریه مجموعه‌ها، زبان‌شناسی، هوش مصنوعی، علوم شناختی، علوم کامپیوتر و فلسفه، به‌ویژه فلسفه زبان، معرفت‌شناسی و متافیزیک گذاشت.
برتراند راسل، فعال ضد جنگ و مخالف امپریالیسم بود که به‌دنبال عقاید صلح‌طلبانه‌اش در جنگ جهانی اول، از دانشگاه اخراج شد و به زندان افتاد. او مخالف آدولف هیتلر، منتقد تمامیت‌خواهی استالین، معترض درگیری آمریکا در جنگ ویتنام و از حامیان خلع سلاح هسته‌ای بود.  او در سال ۱۹۵۰، به‌پاس «آثارش در حمایت از نوع‌دوستی و آزادی اندیشه»، برندهٔ نوبل ادبیات شد.

## زندگی

### خانواده پدری، کودکی و نوجوانی

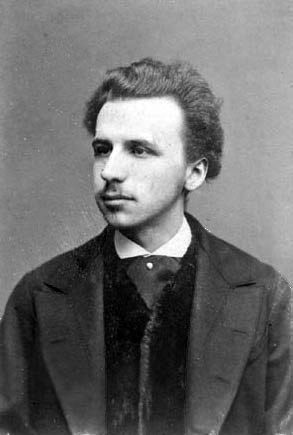
جان راسل لرد آمبرلی، پدر راسل

خانوادهٔ برتراند راسل از شهروندان قدیمی و بانفوذ بودند. پدربزرگش، جان راسل، نخستین ارل راسل، و پسر سوم جان راسل، ششمین دوک بدفورد بود و دو بار در عصر ویکتوریا به نخست‌وزیری بریتانیا رسیده‌بود. پدرش، جان راسل، لرد آمبرلی، بود که از اشراف‌زادگان به‌شمار می‌رفت.
۱۸۷۴، مادرش، که از مبارزان آزادی زنان بود بر اثر دیفتری درگذشت. کوتاهی پس‌از آن، خواهرش ریچل که از او چهار سال بزرگ‌تر بود هم درگذشت. تنها دو سال بعد، ۱۸۷۶، پدرش را هم بر اثر برونشیت از دست داد.
پس‌از آن، پدربزرگ‌ش، جان راسل، نخستین ارل راسل، او و برادرش فرانک (که هفت سال از او بزرگتر بود) را سرپرستی می‌کرد. راسل، او را پیرمردی مهربان و ویلچرنشین یاد می‌کند. ۱۸۷۸، پدربزرگش درگذشت و برتراند و فرانک تا نوجوانی به سرپرستی بیوه جان راسل، پرورش یافتند.
او در زندگی‌نامهٔ خود گفته‌است که در نوجوانی، عمدهٔ علایق او، ریاضیات و فلسفه دین بود و تنها چیزی که از خودکشی او بر اثر رنج از دست دادن عزیزان در خردسالی جلو می‌گرفت، شوق فراگیری هر چه بیشتر ریاضیات بود.

### راسل جوان، ورود به دانشگاه و اخراج از آن
در آغاز جوانی، به مطالعه آثاری از پرسی بیش شلی روی آورد، که مسیر زندگی او را تغییر داد. سپس به کالج ترینیتی در کمبریج وارد شد و در ریاضیات و فلسفه تحصیل کرد. ۱۹۰۱، پارادوکسِ راسل را کشف کرد و هفت سال بعد، عضو انجمن سلطنتی علوم بریتانیا شد. هنگام جنگ جهانی اول، به‌دنبال مبارزات ضد جنگ از دانشگاه اخراج، و زندانی شد.

### زندگی شخصی
راسل چهار بار ازدواج کرد. نخست، ۱۸۹۴، با آلیس پیرسال اسمیت ازدواج کرد، اما، ۱۹۲۱، از آلیس طلاق گرفت و با دورا راسل (بلک) ازدواج کرد و دو فرزند آوردند. ۱۴ سال بعد و پس‌از اینکه دورا از یک فعال سیاسی چپ‌گرای آمریکایی به نام گریفین بری باردار شد، از دورا هم جدا شد و تا پایان عمر با هم دشمن بودند. این دشمنی، زمانی شدید شد که دورا برای فرزندی که از گریفین بری باردار شده‌بود، شناس‌نامه‌ای با نام خانوادگی راسل گرفت. راسل یک سال پس‌از طلاق از دورا، با پاتریشا (پیتر) هلن اسپنس ازدواج کرد. از او هم بنابر دلایلی جدا شد و با ادیث فینچ ازدواج کرد که تا پایان عمر با او سپرد. فرزندش، جان، پس از جدایی از همسرش دچار جنون شد. در کتاب فیلسوفان بدکردار آمده که اعتقادی مبهم دربارهٔ ارتباط راسل با عروس‌ش و آگاه‌شدن جان از آن، در دست است، اما منتقدان این نظر می‌گویند این جنون در خانوادهٔ راسل ارثی بود.

### مرگ
راسل، دوم فوریه ۱۹۷۰، بر اثر آنفلوانزا در پنریندیدرایث در ولز درگذشت. بنا به وصیتش، جسدش را سوزاندند و خاکسترش را روی کوه‌های ولز ریختند.

## دیدگاه‌ها و تأثیرات

### فعالیت‌های ضد جنگ
راسل، فعال ضد جنگ بود و به‌دنبال آن، هنگام جنگ جهانی اول از دانشگاه اخراج و پنج ماه زندانی شد. از کارهای صلح‌طلبانه راسل می‌توان به راه‌انداختن پویش (کمپین) ضد آدولف هیتلر، انتقاد از استبداد و خفقان در شوروی، اعتراض به واردشدن ایالات متحده به جنگ ویتنام و تأسیس انستیتوی دفاع از صلح در ۱۹۶۳ اشاره کرد.

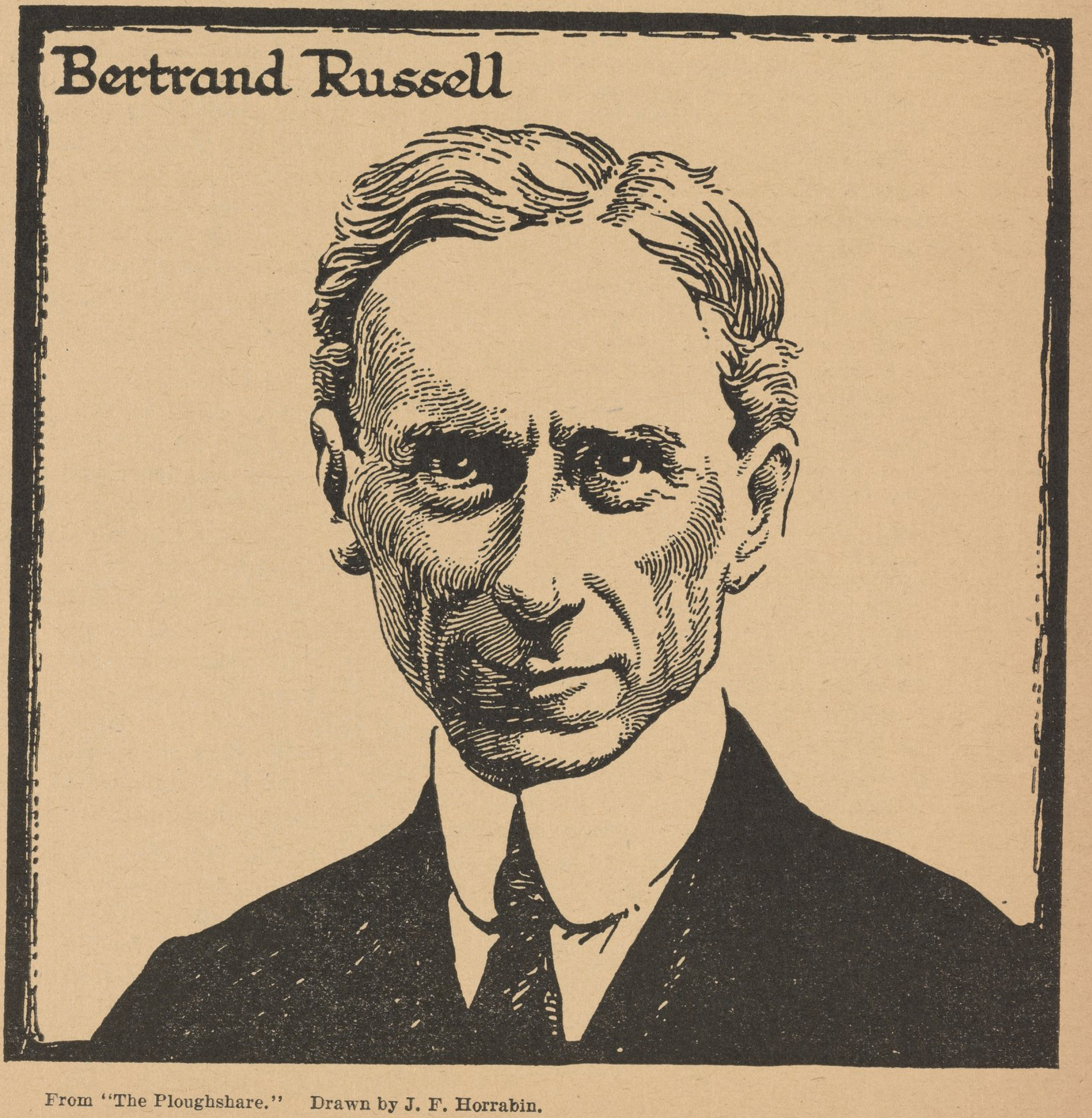
کارتون برتراند راسل اثر جی اف هورابین

او، سپتامبر ۱۹۶۱، در ۸۹ سالگی به‌دنبال شرکت در تظاهرات ضد فعالیت‌های هسته‌ای در لندن، هفت روز به‌اتهام «نقض صلح» در زندان بریکستون زندانی شد. قاضی برای‌این‌که از زندانی‌شدن او جلو گیرد، از او خواست به «رفتار خوب» متعهد شود، که او پاسخ داد «نه! متعهد نمی‌شوم.»

### فعالیت‌های ادبی
راسل با نگاشتن آثاری شاخص در دفاع از انسان‌گرایی و آزادی بیان، در سال ۱۹۵۰، برندهٔ جایزه نوبل ادبیات شد.

### ریاضیات
راسل، پارادوکسِ راسل را در ریاضیات پیش نهاد که به گسترش نظریهٔ مجموعه‌ها انجامید.

### فلسفه، منطق و نظرات دینی و اجتماعی

راسل در کهولت

افزون‌بر ریاضیات، بخشی بزرگ از شهرت راسل به‌سبب نظرات‌ش در فلسفه تحلیلی است. راسل از پایه‌گذاران منطق نوین و بنیان‌گذاران اصلی فلسفه تحلیلی به‌شمار می‌رود.
راسل یکی از مشهورترین فیلسوفان خداناباور قرن بیستم و از منتقدان برجسته باور و کردار مسیحی بوده‌است. پاره‌ای از نوشته‌هایش در این زمینه، در کتاب چرا مسیحی نیستم؟ جمع‌آوری شده‌اند.
البته او همان‌گونه که در مناظره با فردریک کاپلستون می‌گوید، مدعی توانایی در اثبات بی‌خدایی نیست، اما چند سال بعد با به‌کارگیری تمثیل قوری سماوی، بر دیدگاه بی‌خدایانه (به‌جای ندانم‌گرایی) تأکید کرد.
راسل، ۱۹۴۷، در من یک خداناباورم یا یک ندانم گرا؟ می‌گوید:
به عنوان یک فیلسوف، اگر بخواهم برای شنونده‌های فلسفی محض سخن بگویم باید بگویم که خود را یک ندانم‌گرا می‌دانم، چراکه فکر نمی‌کنم برهانی قاطع باشد که کسی بتواند ثابت کند که خدایی نیست.

از سوی دیگر اگر بخواهم آن را صاف‌وساده به یک عامی بگویم، فکر می‌کنم که باید بگویم من یک خداناباور هستم، چراکه وقتی می‌گویم نمی‌توانم اثبات کنم که خدایی نیست، مجبورم که همچنین و همان‌سان بگویم که نمی‌توانم اثبات کنم که خدایان هومری نبوده‌اند.
به تصریح او، پرسش اساسی فلسفهٔ دین این نیست که آیا خدایی هست یا نه، بلکه این است که آیا تعریف خداوند مصداق و نمونه‌ای دارد یا نه. این تحلیل مشهور راسل از «هست»، عبارت «خداوند هست» را بی‌معنا و در زمره غلط‌های گفتاری مصطلح برمی‌شمرد.

وی دین را برآمده از ترس می‌داند، طوری‌که در کتاب «اجتماع انسانی» می‌گوید:
انسان پدیده‌هایی را می‌دیده‌است که باعث ترس و اضطرابش می‌شده و برای اینکه این ترس و اضطراب را آرام کند، نمی‌توانسته از علم و شناخت واقعی پدیده‌ها که بعد منجر به پیدا کردن راه حلی مناسب و منطقی می‌شده استفاده کند در نتیجه به جای علاج واقعه یک مسکن برای خود پیدا می‌کرده و به تعبیری دل خود را خوش می‌کرده‌است؛ مثلاً با اعتقاد به قضا و قدر ناملایمات زندگی را برای خود تعریف می‌کرده یا با اعتقاد به بهشت و اینکه اگر ما اینجا سختی می‌کشیم در عوض بهشتی وجود دارد که در آنجا راحتیم ناملایمات زندگی را برای خود تحمل پذیر و توجیه می‌کرده‌است.
در کتاب قدرت دربارهٔ سیاستمداران می‌گوید:
کسب قدرت هرچه بیشتر، هدف حاکمان سیاسی بشری است همچنان که قانون جاذبه، در اجسام، حاکم است… فقط با کشف این رمز که قدرت طلبی، عامل تعیین‌کننده فعالیت‌های مهم سیاسی است می‌توان طومار تاریخ تحولات سیاسی بشری از باستان تا معاصر را توجیه و تفسیر نمود… به همان ترتیبی که در علم فیزیک، «انرژی» عامل اساسی پدیده‌ها است «قدرت طلبی» مانند انرژی، دارای صورت‌های گوناگون است، تموّل، ارتش، مهمات جنگی.
کتاب «عرفان و منطق»
مهم‌ترین مقالهٔ این کتاب، «عرفان و منطق» است که راسل در آن به تبیین دو گرایش فکری بنیادی بشر پرداخته‌است. او در این مقاله، با طرح چهار مسئله مسلک عرفا را نقد و بررسی می‌کند؛ اذعان به دو تمایل متفاوت عرفان و علم در انسان برای شناختن عالَم؛ تلاش بزرگان فلسفه برای هماهنگ‌کردن این دو نیاز؛ ارائهٔ مشخصه‌های چهارگانهٔ فلسفهٔ عرفانی، یعنی اعتقاد به بینش در برابر دانش استدلالی، اعتقاد به وحدت و انکار تکثر و تضاد، انکار واقعیت‌داری زمان و توهمی دانستن بدی؛ و اشتباه عرفان در هریک از این چهار جنبه.
راسل می‌گوید که اطلاعاتی دربارهٔ راست و دروغ عالَم اهل عرفان ندارد و قصد انکار آن را هم ندارد، بلکه قصد دارد بیان کند که بینش نسنجیده و نیازموده برای احراز حقیقت کافی نیست.
راسل در انطباق با طرفداریِ برگسون از «شهود» در مقابل «عقل» می‌گوید که «برای شناسایی هر چیزی دو راه کاملاً جدا وجود دارد: اولی گرد آن چیز بگردیم و دومی داخل آن چیز بشویم.». وی دانشِ نوع دوم که شهود است را آن نوع همدلی عقلانی می‌داند که از طریق آن انسان خود را در درون چیزی جای می‌دهد تا با آنچه در آن چیز منحصربه‌فرد و لذا غیرقابل‌تبیین است همراه شود.
یکی از نظریات عمدهٔ مابعدالطبیعی، غیرواقعی بودن زمان است. راسل می‌گوید براهین این دعوی را که زمان واقعیت ندارد و جهان محسوسات موهوم است باید غلط انگاشت.

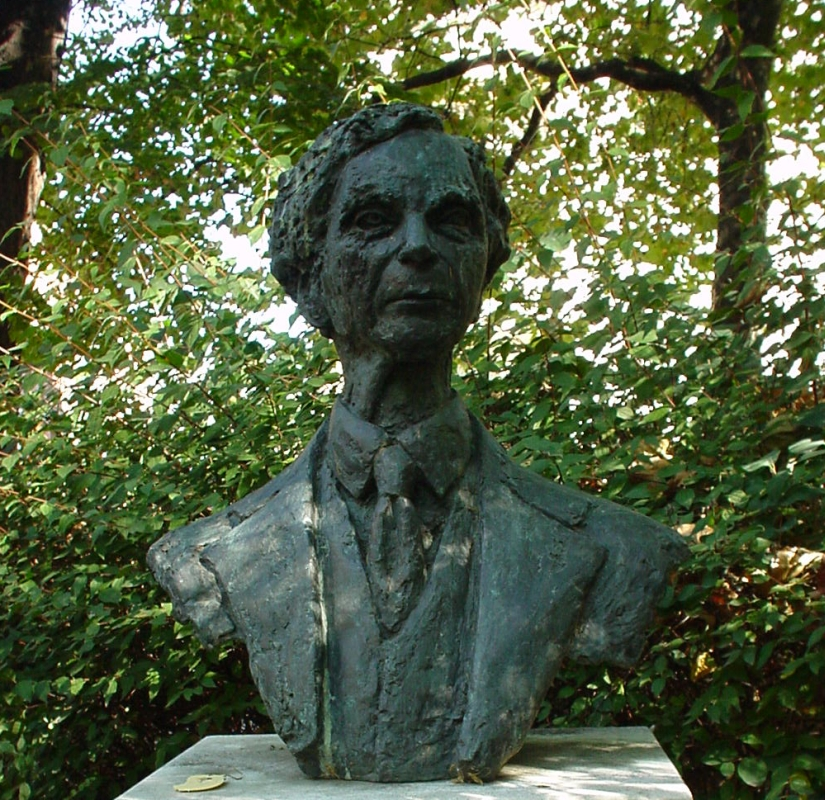
مجسمهٔ راسل در میدان رد لاین (Red Lion) لندن

راسل در کتاب اخلاق و سیاست در جامعه می‌نویسد:
اگر انسان را معجونی از فرشته و حیوان بدانیم حقّاً دربارهٔ حیوان بی‌انصافی کرده‌ایم پس چه بهتر است که او را - ترکیبی از فرشته و شیطان بدانیم.
راسل در فصل آخر کتاب «آیا بشر آینده‌ای هم دارد؟»، یادآور می‌شود که پیشرفت علم با وجود این رهبران خودخواه، تا چه حد به مصائب بشر افزوده به نظر او نزاع سال ۱۹۶۱ کندی و خروشچف تا نابود کردن همه ابناء بشر فاصله‌ای نداشته‌است.
او می‌نویسد:
اینک (ژوئیه ۱۹۶۱) مهم‌ترین مسئله‌ای که در برابر جهان قرار دارد بدین قرار است:
آیا از راه جنگ می‌توان چیزی به‌دست‌آورد که کسی بپسندد؟
کندی و خروشچف می‌گویند آری. مردانی که از سلامت عقل، برخوردارند می‌گویند نه. اگر این دو را قادر به تخمین احتمالات عقلانی بدانیم، ناگزیر به این نتیجه می‌رسیم که هر دو نفر بر این امر که وقت خاتمه دادن به وجود بشر رسیده‌است اتفاق نظر دارند.
خلاصه‌ای از سیر تحولات فلسفی راسل، در کتابِ تکاملِ فلسفیِ من به قلم خود او به تحریر درآمده‌است.
برتراند راسل در کتابِ نبردِ دین با علم به بررسی برخی از تناقضات بین دین و یافته‌های علمی پرداخته‌است.
از نظر او نخستین نبرد پرطنین بین علم و الهیون، برخورد نظریه‌های مربوط به ستاره‌شناسی بود. نظریه رایج آن زمان زمین را ساکن و مرکز عالم هستی می‌دانست. اما طبق نظریه کوپرنیک، ستاره‌شناس لهستانی، زمین نه تنها ساکن نیست بلکه دو نوع حرکت، به دور خودش و به دور خورشید، دارد.
بعد از مطرح شدن نظریهٔ کوپرنیک، الهیونی چون لوتر، کالون و حتی وسلی در قرن هجدهم مخالفت خود را اعلام کرده و به نفی آن پرداختند.
به زیر کشیدن زمین از مرکزیت جهان، موجب شکل‌گیری این ایده می‌شد که شاید ساکنان آن هم از مرکزیت عالم هستی خارج و دلیل آفرینش کل هستی نباشند. گالیلئو گالیله در کتابی با عنوان گفتگو در باب دو نظام عمده عالم، استدلال‌هایی نیرومند به نفع کوپرنیک ارائه کرد. اما در همان حالی که جهان علم سرشار از ستایش بود دنیای روحانیت آکنده از خشم و غضب بود.
مسیحان معتقدند بعد از سرپیچی آدم (با خوردن میوه ممنوعه) همه مصیبت‌های وحشتناک ظاهر شد. این عقاید با نظریهٔ داروین، فرگشت، که طی آن تحول و دگرگونی تدریجی را مطرح می‌کند فاصله بسیاری دارد. الهیون نه تنها باید موضوع خلقت جداگانه موجودات و لطف پروردگار در جهت سازش‌پذیری جانوران با محیطشان را کنار می‌گذاشتند، از همه بدتر باید می‌پذیرفتند انسان از تکامل جانوران پست‌تر به وجود آمده‌است.
دانشمندان در بررسی ساختمان بدن و بیماری‌های مربوط به آن با خرافات زیادی مواجه بودند که مورد حمایت روحانیان بود. مردم اغلب بیماری‌ها را بلای آسمانی و گاهی ریشه بیماری را جن می‌دانستند. پشتوانه درمان چنین بیماری‌هایی، کتاب مقدس بود. به پزشکان یهودی نسبت جادوگری می‌دادند. علم تشریح و کالبد شکافی را هم گناه‌آلود دانسته می‌شد.
در این میان، بیماری روانی با خرافات بیشتری همراه بود.
با پیشرفت علم و زیاد شدن آگاهی و معرفت، تاریخ مقدسی که در انجیل آمده و الهیات متعلق به دوران کهن، حتی از دیدگاه انسانهای معتقد به مذهب هم دیگر چندان اهمیت ندارد. سه مقوله خدا، جاودانگی و آزادی تا جایی که به وقایع تاریخی ربطی پیدا نکند از مهم‌ترین مقوله‌های مسیحیت به‌شمار می‌رود. بررسی این سه مقوله در علم نیز حائز اهمیت است. خود راسل بر این باور است که علم در حال حاضر نه می‌تواند آنها را رد کند و نه توانایی اثباتشان را دارد و هیچ روش دیگری هم بیرون از علم برای ردّ یا اثبات هیچ چیزی وجود ندارد.
وی در سال ۱۹۶۳ با نجف دریابندری دیدار کرد.